# Marcus Sahlman
Marcus Sahlman (* 2. Januar 1985) ist ein schwedischer Fußballspieler. Der Torwart spielte in seiner bisherigen Karriere in Schweden und Norwegen.

## Werdegang
Sahlman begann mit dem Fußballspielen in der Jugend des Halmstads BK, bei dem er 2004 in den Erwachsenenbereich aufrückte. Zunächst war er Ersatztorhüter hinter Conny Johansson, zu seinem Debüt in der Allsvenskan kam er bei einer 1:2-Niederlage im Juli 2004 als Feldspieler, als er in der Nachspielzeit für Dušan Đurić eingewechselt wurde. Im Herbst 2006 verdrängte er schließlich den Konkurrenten auf der Torhüterposition, so dass er in der Spielzeit 2006 insgesamt zu 13 Ligaeinsätzen kam. Der Klub verpflichtete jedoch mit dem Finnen Magnus Bahne zur folgenden Spielzeit einen neuen Torhüter, so dass er wieder ins zweite Glied rückte. Im Sommer 2007 verlieh ihn der Klub daher zum Ligakonkurrenten Trelleborgs FF. Dort trug er in elf Ligaspielen zum Klassenerhalt in der höchsten schwedischen Spielklasse bei. Nach seiner Rückkehr zu HBK ersetzte er den am Kreuzband verletzten Bahne bis zum Sommer 2008, nach dessen Genesung war er wieder zweiter Torhüter. Mitte Juli gab Halmstads BK den Abschied Sahlmans nach Ablaufen seines Vertrags zum Saisonende zum norwegischen Klub Tromsø IL bekannt. Wenige Tage später wurde er erneut an Trelleborgs FF verliehen, um ihm weitere Spielpraxis vor seinem Wechsel zu ermöglichen.
In Norwegen war Sahlman zunächst hinter Sead Ramović nur Ersatzmann, da er sich kurz nach Saisonbeginn verletzt hatte. Im Verlauf der Spielzeit 2010 avancierte er jedoch zur Stammkraft in der Tippeligaen und führte den Klub auf den dritten Tabellenplatz und im folgenden Jahr zur Vizemeisterschaft. Ende November 2011 verlängerte er schließlich seinen Vertrag bis Ende 2014. Nach dem ersten Saisondrittel der Spielzeit 2012 verletzte er sich und wurde in der Folge bis zum Saisonende durch seinen Landsmann Benny Lekström ersetzt. Nach seiner Rückkehr auf den Fußballplatz war er jedoch wieder Stammkraft. In der Spielzeit 2013 bestritt er 26 der 30 Saisonspiele, am Saisonende stieg der Klub jedoch in die zweite Liga ab.
Ende Juli 2014 löste Sahlman, der nach dem Abstieg in der Hierarchie hinter Lekström und Nachwuchstorhüter Lars Herlofsen nur noch dritter Torhüter beim norwegischen Zweitligisten war und somit innerhalb des Kalenderjahres kein Pflichtspiel mehr bestritten hatte, seinen zum Ende des Jahres auslaufenden Vertrag vorzeitig auf. Wenige Tage später wechselte er zurück nach Schweden und schloss sich IFK Norrköping in der Allsvenskan an.